# 에스델

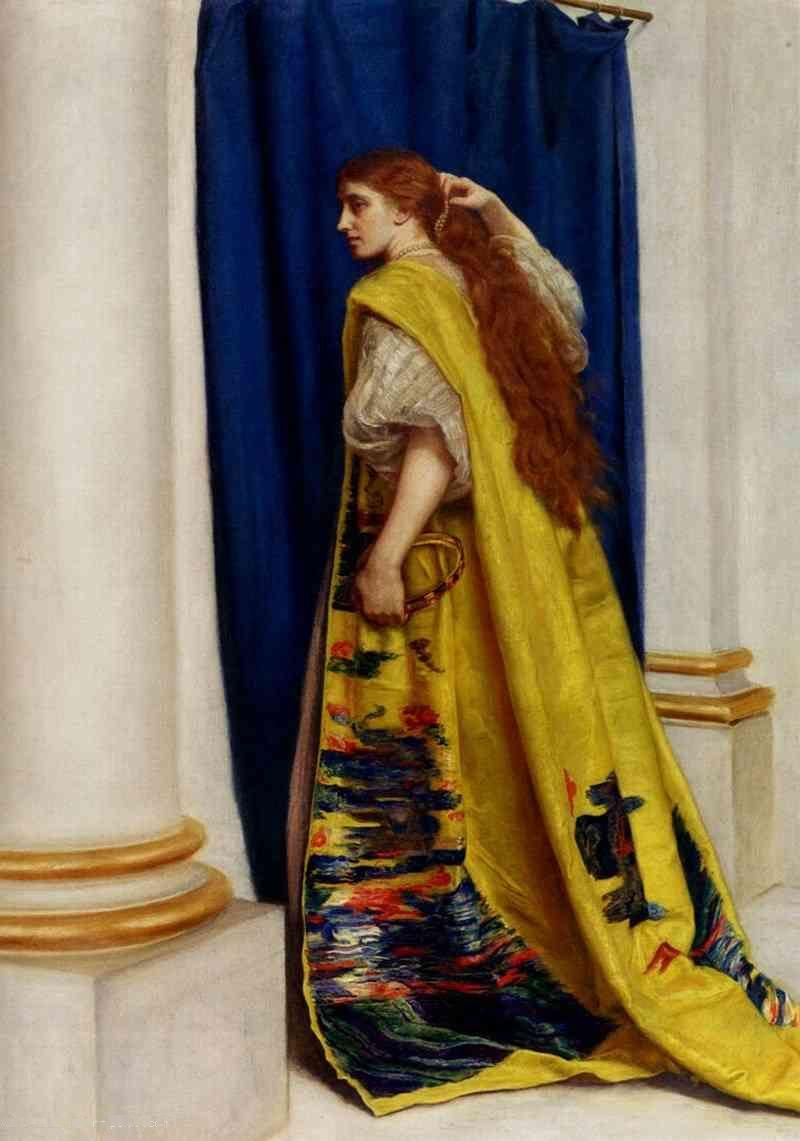
에스델（존 에버렛 밀레이 작）

에스델(히브리어: אֶסְתֵּר, 공동번역), 에스테르(가톨릭), 에스더(개신교)는 구약성경 에스델기의 주인공인 유대 여성이다. 페르시아 제국의 왕 아하스에로스(보통 크세르크세스 1세와 동일시됨, 재위 기원전 486년 ~ 기원전 465년)의 왕후로 전해진다. 성경 내용을 살펴보면, 아하스에로스는 와스디 왕후를 대신할 왕비를 구하였는데, 에스델이 아름다워서 뽑혔다고 전하고 있다.
당시 왕의 대신이었던 하만은 에스더의 사촌이자 양육자인 모르드개가 자신에게 절을 하지 않는 것에 분개하였다. 페르시아 사회에서 절은 중요한 존경의 표시였으나, 모르드개는 유대인은 오직 야훼에게만 복종해야 한다는 신념 때문에 이를 거부하였다. 이에 하만은 페르시아 전역의 유대인을 학살하려는 음모를 꾸미고, 결국 아하수에로 왕에게 이를 허락받는다. 그러나 에스델은 왕에게 하만의 계략을 폭로하며 이를 저지하였고, 아하수에로는 하만을 처형한 후 유대인들에게 무장하여 적들과 싸울 권리를 부여하였다고 전해진다. 이로 인해 에스더는 유대 민족을 구한 용감한 인물로 칭송받는다.
이 이야기는 유대교의 명절인 부림절의 기원을 설명한다. 부림절은 하만의 학살 명령이 시행될 예정이었던 히브리 날짜에 기념되며, 이는 에스델의 활약으로 유대인들이 적들을 무찌른 날이기도 하다. 학자들은 에스델기가 역사적 사실이 아니라 문학적 창작물이라는 데 대체로 동의하고 있다.
에스델기는 두 가지 버전이 존재한다. 첫째는 유대교 성경과 개신교 성경에 포함된 것으로 더 짧은 버전이며, 둘째는 코이네 그리스어로 기록된 더 긴 버전으로 가톨릭과 정교회에서 사용한다.

## 이름의 뜻과 기원

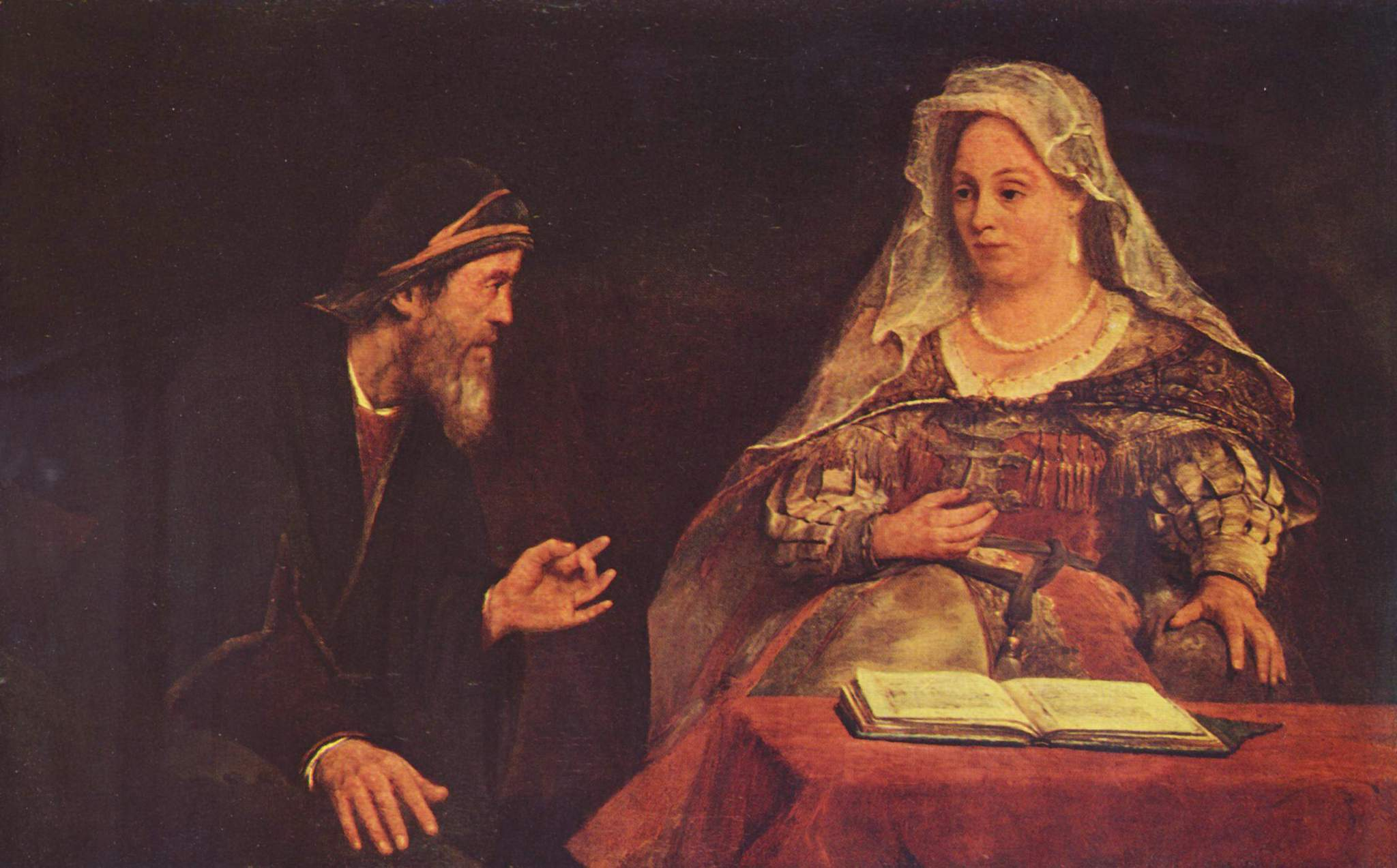
에스델과 모르드개, 헬데르 작

에스델 2장 7절에 따르면 에스델의 원래 이름은 '하닷사(Hadassah)'였다. '하닷사'는 히브리어로 은매화를 뜻한다. 이 이름은 메디아어로 은매화를 뜻하는 astra와 페르시아어로 별을 뜻하는 setareh에서 온 것으로 보인다.

## 성경 기록
아하스에로스왕은 축제에서 술을 마시다가 왕비 와스디의 미모를 자랑하고자 왕비를 부른다. 그녀가 나타나기를 거부하자, 왕은 새로운 왕비를 찾는다. 에스델의 사촌이었던 모르드개는 페르시아 제국에 잡혀 온 유대인들 중에 하나였다. 에스델은 고아로, 모르드개의 보호하에 있었다. 왕비를 찾는 왕의 명령이 떨어지자, 에스델은 왕궁으로 불려갔다. 에스델은 높은 직책에 올라갔지만, 그녀는 검소한 생활을 하였다. 왕은 사랑에 빠져 그녀를 왕비로 삼는다.

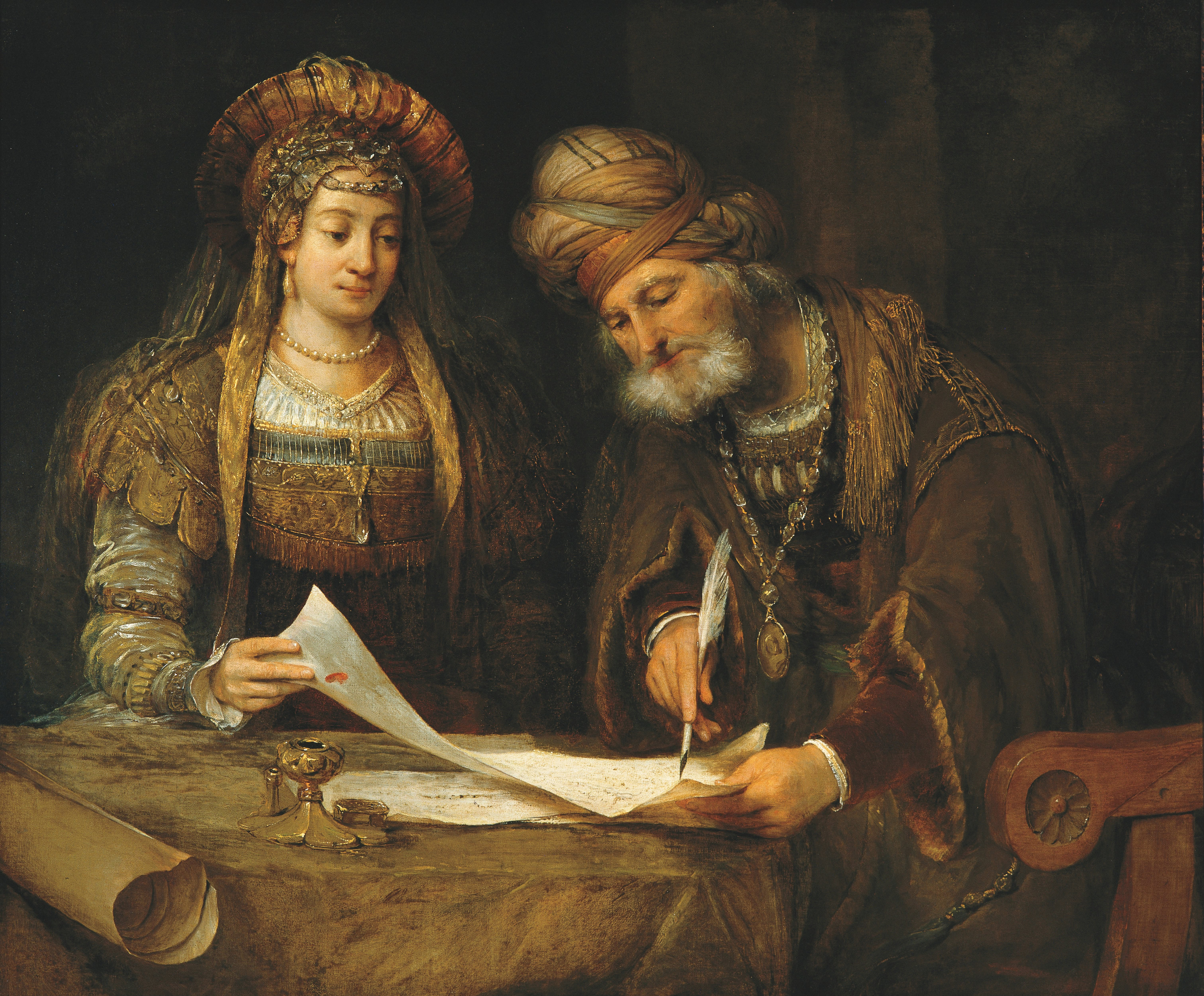
에스델과 모르드개가 부림절에 대하여 논의하고 있다.

모르드개는 고관 대신이었던 하만에게 절하는 것을 거부하였다. 이에 분을 느낀하만은 왕에게 고하여 전 제국의 유대인을 학살할 수 있는 권한을 얻었다. 모르드개는 이것을 먼저 알아채고, 에스델에게 이야기 하여, 왕에게 간청해서 이 명을 거둬 달라고 요청한다. 하지만, 에스델은 모르드개의 말을 듣고 주저하다. 그 이유는 왕이 부르지도 않았는데, 왕에게 임의로 나아가는 경우, 왕이 만나기를 거부하면 죽음을 당하는 당시 규칙 때문이었다.
에스델은 전 유대인들에게 삼일간 금식을 선포하고 본인도 같이 금식한 후, 왕에게 나아간다. 왕은 에스델의 미모에 에스델을 부르게 되고, 모든 명을 다 들어 주겠다고 약속한다. 왕에게 하만을 초청하도록 간청하고, 하만 앞에서 하만이 왕비를 포함한 모든 유대 민족을 말살하려는 것을 왕에게 고하였다. 놀란 하만은 에스델 앞에 엎드렸으나, 왕은 그녀를 공격하는 것으로 인식하여 더욱 진노하게 된다. 이에 하만은 처형되고, 하만의 모든 소유는 에스델에게 주게 된다. 그리고, 유대인 학살의 명을 거두도록 청하고, 모르드개에게 관련 내용의 전권을 위임한다. 그들은 왕의 이름으로 유대인들이 모여서 스스로를 방어하고, 위해하려는 자를 죽일 수 있도록 하는 조서를 각지에 내리게 된다. 하만이 유대인을 죽이려던 아달월 13일에 유대인들이 유대인 혐오세력을 몰아내게 되었다.

## 역사성
에스델기의 배경은 역사적으로 그럴듯해 보이며, 실제로 일부는 실제 사건에 기반했을 가능성도 있다. 그러나 학자들 사이에서는 이 이야기가 전체적으로는 문학적 창작물이라는 점에 대체로 합의가 이루어져 있다.
페르시아의 왕들은 전통적으로 페르시아의 일곱 귀족 가문 출신 여성들만 아내로 맞이하였기 때문에, 유대인 여성이 왕비가 되었다는 설정은 역사적으로 가능성이 낮다. 실제로 아하스에로스(Ahasuerus)라는 이름은 페르시아어 크샤야르샤(Khshayārsha)에서 유래한 것으로 분석하는 것이 일반적인데, 그리스어로는 크세르크세스(Xerxes)와 같은 것이다. 결론적으로 아하스에로스왕은 크세르크세스 1세(재위 기원전 486~465년)로 동일시되는 경우가 많다.   그러나 크세르크세스 1세의 왕비는 아메스트리스로 기록되어 '유대인 여성으로 왕비가 된' 에스델의 역사성은 더욱 저평가된다.
일각에서는 이 이야기가 본래 유대인의 것이 아니었던 어떤 명절을 유대인들이 기념하기 시작한 까닭을 설명하기 위해 창작되었다고 분석하기도 한다. 에스델기는 부림절이 제비를 뜻하는 '부르'에서 왔다고 설명하는데, 이는 바빌로니아어이다. 한 이론에 따르면, 부림절의 기원은 바빌로니아 신화 또는 의식에서 비롯되었으며, 모르드개와 에스델은 각각 바빌로니아 신 마르두크와 이슈타르를 반영한다는 주장도 있다. 또 다른 이론에서는 이 명절을 페르시아의 새해 축제인 노우루즈와 연결 짓기도 한다. 학자들은 다양한 기원설을 연구해왔으며, 역사적 근거를 찾으려는 시도는 "무의미할 가능성이 높다"고 평가된다.

## 부림절
아달월 13일 부림절은 하만이 유대인을 죽이려던 순간에 오히려 유대인이 대적자들을 물리치게 된 날이다. 유대인에게는 목숨을 건지고, 대적을 이긴 기쁜 날로써, 유대인들은 그 날을 기념하여 연간 절기인 부림절로 정하였다.    

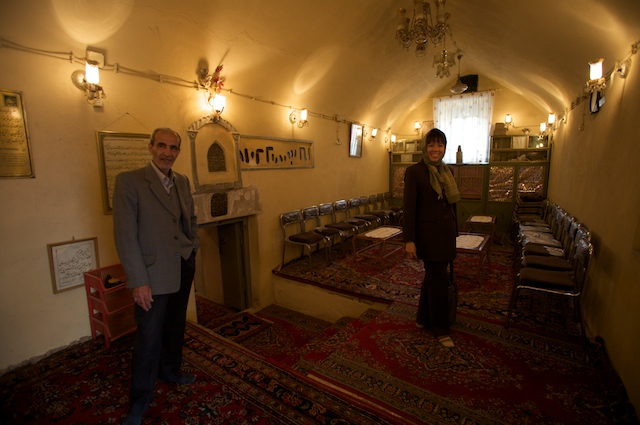
에스델과 모르드개의 무덤

## 페르시아와 에스델
페르시아와 이스라엘 사이의 문화적 다리가 된 계기이다. 근대에는 이란에 거주하는 유대인들을 "에스델의 자녀들"이라고 부른다고 한다. 이란의 하마단에 에스델과 모르드개의 무덤이 있다. 매년 이란 거주 유대인들이 모여서 부림절을 지키는데, 어떤 유대 여성들은 에스델이 기적을 행할 수 있다고 믿어 에스델에 기도한다고 한다.

## 같이 보기
- 에스델기
- 성경 등장인물 목록